# Ассоциация художников-маринистов
Региональное общественное объединение «Ассоциация художников-маринистов» (Российская ассоциация художников-маринистов — РАХМ) — общественная организация, объединяющая художников Российской Федерации, работающих в жанре создания произведений искусства на морскую тематику.

## История образования
Российская ассоциация художников-маринистов создана в соответствии с решением Морской коллегия при Правительстве Российской Федерации.
Приказом Председатель Морской коллегии при Правительстве Российской Федерации С. Б. Иванова (Протокол совещания № 1 (13) от 8 июля 2010 года).
23 декабря 2010 года, во исполнении принятого решения Морской коллегии, в Москве состоялась государственная регистрация Регионального общественного объединения «Ассоциация художников-маринистов».

## Цели и задачи организации
Приоритетным направлением в развитии организации избран курс на сохранение традиций и культурного наследия флота России, патриотическое воспитание и поддержка нового поколения молодых художников, работающих в жанре создания произведений на морскую тематику.

## Творческая деятельность
В 2010 году, в г. Генуя (Италия) в галерее ARTEinPORTO Marine Genovo Aeroporto состоялась выставка художников Ассоциации « Марины и пейзажи».
Ассоциация организовывает групповые выставочные проекты в Государственном Кремлёвском Дворце, Государственной Думе Федерального Собрания РФ, Совете Федерации Федерального Собрания Российской Федерации, Центральном Военно-Морском музее, Центральном Доме Российской Армии Минобороны России и других учреждениях и выставочных залах России.
Ежегодно благодаря созданному творческому объединению возрождаются традиции проведения тематических выставок, осуществляется пополнение художественных Фондов музеев Российской Федерации.
Художники ассоциации активно принимают участие в реализации этих задач. Своими художественными произведениями художники Ассоциации поднимают престиж Военно-морского и торгового флотов, формируют положительный образ российских моряков. В последние годы появляется немало высокохудожественных произведений, отражающих славные страницы истории и нынешней деятельности ВМФ.
На 2021 год в состав Ассоциации вошли более 25 художников-маринистов России.

## Примечание
1. 1 2  Документы Морской коллегии — http://marine.gov.ru/events/dokumenty-i-protokoly/dokumenty-morskoy-kollegii/?PAGEN_1=4 Архивная копия от 6 августа 2021 на Wayback Machine
2. ↑  Сайт Российской ассоциации художников-маринистов — http://www.russma.ru/ Архивная копия от 6 августа 2021 на Wayback Machine
3. ↑  Выставка художников-маринистов — https://navalmuseum.ru/marina/vustavki Архивная копия от 6 августа 2021 на Wayback Machine
4. ↑  В Культурном центре Вооруженных Сил открыта выставка картин художников-маринистов «Уходим завтра в море…»
https://milportal.ru/ Архивная копия от 6 августа 2021 на Wayback Machine, выставка «Берега родной Отчизны».
26.06.2018 г. http://cdra.ru/ Архивная копия от 6 августа 2021 на Wayback Machine
5. ↑  «Морская политика России» № 5-2013 г. Паруса России. http://marine.gov.ru/ Архивная копия от 13 августа 2021 на Wayback Machine, «Морская политика России» № 17-2016 г. Художник море рисовал. http://marine.gov.ru/«Морской Архивная копия от 13 августа 2021 на Wayback Machine сборник" Вести с Флотов — от 5.2011 г. «Выставка художников Российской ассоциации художников-маринистов в библиотеке искусств им. А. П. Боголюбова»."Морской сборник" от 1.2015 г. «Выставка художников Российской ассоциации художников-маринистов в библиотеке искусств им. А. П. Боголюбова». 21.02.2017 г. 19:23 Выставка художников-маринистов https://publishernews.ru/PressRelease/PressReleaseShow.asp?id=631301 Архивная копия от 6 августа 2021 на Wayback Machine
6. ↑  «Российское судоходство» отраслевой портал 14.08.2012 г. Филиал Российской ассоциации художников-маринистов создается в Архангельске. https://www.rus-shipping.ru/
7. ↑  Камчатский краевой художественный музей — https://kamartmuseum.ru/,«Новая Архивная копия от 30 июня 2022 на Wayback Machine газета Кубани" 14.11.2016 г. Тот, кто рожден был у моря… https://ngkub.ru/ Архивная копия от 6 августа 2021 на Wayback Machine,